# Баненго (Асти)
Баненго је насеље у Италији у округу Асти, региону Пијемонт.
Према процени из 2011. у насељу је живело 67 становника. Насеље се налази на надморској висини од 330 м.